# Piney Mountain (Virginia)
Piney Mountain è un census-designated place (CDP) degli Stati Uniti d'America, situato nello stato della Virginia, nella contea di Albemarle. Secondo il censimento del 2020 gli abitanti di Piney Mountain ammontavano a 1880.